# Patrick Powers
Patrick "Pat" Powers (* 13. Februar 1958  in Los Angeles, Kalifornien) ist ein ehemaliger US-amerikanischer Volleyball- und Beachvolleyballspieler.

## Karriere
Pat Powers war 1978 Mitglied der US-amerikanischen Junioren-Nationalmannschaft und spiele 1979 im „Pan-American Team“. Mit den „Trojans“, dem Team der University of Southern California, wurde er 1980 NCAA-Meister. Als Diagonalspieler wurde er an der Seite von Karch Kiraly, Steve Timmons und Craig Buck 1984 Olympiasieger in Los Angeles, 1985 Weltpokalsieger in Japan und 1986 Weltmeister in Frankreich.
Von 1986 bis 1990 spielte Steve Timmons zusätzlich erfolgreich Beachvolleyball auf der US-amerikanischen AVP-Tour. Mit seinem Mitspieler aus der Nationalmannschaft Karch Kiraly wurde er 1988 inoffizieller Weltmeister in Rio de Janeiro.
Nach seiner aktiven Karriere war Pat Powers von 1997 bis 2001 Headcoach der „Trojans“ von der University of Southern California. Heute leitet er ein Volleyball-Camp in den USA.

## Privates
Pat Powers ist  verheiratet und hat zwei Töchter.